# Millennium (serial telewizyjny)
Millennium (ang. Millennium), wyświetlany w Polsce również pod tytułem Organizacja śmierci – zrealizowany w latach 1996-1999 amerykański serial telewizyjny stworzony przez Chrisa Cartera, który zasłynął kilka lat wcześniej serialem Z Archiwum X.

## Obsada

### W rolach głównych
- Lance Henriksen – Frank Black (wszystkie 67 odcinków)
- Megan Gallagher – Catherine Black (44)[1]
- Terry O’Quinn – Peter Watts (41)
- Klea Scott – Agentka Emma Hollis (22)

### W pozostałych rolach
- Brittany Tiplady – Jordan Black (39 odcinków)
- Bill Smitrovich – porucznik Bob Bletcher (11)
- Stephen E. Miller – Andy McClaren (12)
- Kristen Cloke – Lara Means (10)
- Stephen J. Lang – Detektyw Bob Geibelhouse (16)

### Gościnnie
- Peter Outerbridge – Agent Barry Baldwin (9 odcinków)
- Sarah-Jane Redmond – Lucy Butler (5)
- Allan Zinyk – Brian Roedecker (5)
- CCH Pounder – Cheryl Andrews (5)
- Maxine Miller – Justine Miller (5)
- Ken Pogue – Tom Miller (4)

oraz Stefan Arngrim (2 odcinki), Lindsay Crouse (1), Brad Dourif (1), Kevin Boyle (1), Harriet Sansom Harris (1), Doug Hutchison (1), Brion James (1), Melinda McGraw (1), Chris Owens (1), Donnelly Rhodes (2), Amy Steel (1) i Floyd Red Crow Westerman (1).

## Fabuła
Millennium opowiada historię śledztw prowadzonych przez byłego agenta FBI, posiadającego dar spoglądania na zbrodnię oczami dokonującego jej przestępcy. Za sprawą tego zostaje zwerbowany przez tajemniczą organizację Millennium, pozornie zajmującą się rosnącą na przełomie wieków przestępczością.

## Lista odcinków
Oprócz wymienionych poniżej, w listopadzie 1999 r. wyemitowano odcinek serialu Z Archiwum X, zatytułowany Millennium (7x04), w którym Frank Black pomaga głównym bohaterom w rozwiązaniu sprawy.
| Sezon 1. (1996-97) 1. Pilot 2. Gehenna 3. Dead Letters 4. The Judge 5. 522666 6. Kingdom Come 7. Blood Relatives 8. The Well-Worn Lock 9. Wide Open 10. The Wild and the Innocent 11. Weeds 12. Loin Like a Hunting Flame 13. Force Majeure 14. The Thin White Line 15. Sacrament 16. Covenant 17. Walkabout 18. Lamentation 19. Powers, Principalities, Thrones and Dominions 20. Broken World 21. Maranatha 22. Paper Dove | Sezon 2. (1997-98) 1. The Beginning and the End 2. Beware of the Dog 3. Sense and Antisense 4. Monster 5. A Single Blade of Grass 6. The Curse of Frank Black 7. 19:19 8. The Hand of Saint Sebastian 9. Jose Chung's Doomsday Defense 10. Midnight of the Century 11. Goodbye, Charlie 12. Luminary 13. The Mikado 14. The Pest House 15. Owls 16. Roosters 17. Siren 18. In Arcadia Ego 19. Anamnesis 20. A Room with No View 21. Somehow, Satan Got Behind Me 22. The Fourth Horseman 23. The Time is Now | Sezon 3. (1998-99) 1. The Innocents 2. Exegesis 3. TEOTWAWKI 4. Closure 5. ...Thirteen Years Later 6. Skull and Bones 7. Through a Glass, Darkly 8. Human Essence 9. Omerta 10. Borrowed Time 11. Collateral Damage 12. The Sound of Snow 13. Antipas 14. Matryoshka 15. Forcing the End 16. Saturn Dreaming of Mercury 17. Darwin’s Eye 18. Bardo Thodol 19. Seven and One 20. Nostalgia 21. Via Dolorosa 22. Goodbye to All That |

Sukces wznowionego w 2016 roku Z archiwum X spowodował pojawienie się spekulacji o możliwym powrocie w podobnej formie Millennium. Wcześniej tego samego rodzaju głosy, dotyczące filmu fabularnego, krążyły przy okazji powstania Z Archiwum X: Chcę wierzyć.

## Gadżety związane z serialem

### Wydania VHS i DVD
- W USA i innych krajach, odcinki serialu zostały wydane na kasetach wideo i DVD. W Polsce ukazało się jedynie kilka odcinków na VHS[4], przeznaczonych do wypożyczalni. Dopiero w lutym 2008 roku pakiet z odcinkami pierwszego sezonu wydany został w Polsce na płytach DVD, nakładem Imperial CinePix, a 18 kwietnia 2008 roku - box z odcinkami 2 serii.

| Sezon   | Liczba płyt | Data polskiej premiery |
| ------- | ----------- | ---------------------- |
| Sezon 1 | 6           | 31 października 2007   |
| Sezon 2 | 6           | 18 kwietnia 2008       |
| Sezon 3 | -           | nie wydano w Polsce    |

### Książki
- Na podstawie odcinków serialu powstało pięć książek[7]:
  - The Frenchman (1997), autorstwa Elizabeth Hand (wydanie polskie: Millenium: Francuz, wyd. Da Capo, Warszawa 1998, tłum. Małgorzata Kicana, ISBN 83-7157-300-6, 160 stron),[8]
  - Gehenna (1997), autorstwa Lewisa Gannetta,
  - Force Majeure (1998), autorstwa Lewisa Gannetta,
  - The Wild and the Innocent (1998), autorstwa Elizabeth Massie,
  - Weeds (2000), autorstwa Victora Komana.
- W październiku 2012 roku ukazała się książka Back to Frank Black, opowiadająca o serialu, jego realizacji, aktorach i twórcach[9].
- W październiku 2014 roku pojawiła się zapowiedź oficjalnej kontynuacji serialu w formie komiksu, na wzór The X-Files: Season 10[10]. W okresie od stycznia do czerwca 2015 roku, ukazało się pięć części. Stanowiły one przy tym krzyżówkę z serialem Z Archiwum X[11][12].